# Saponivka, Borzna
Saponivka (în ucraineană Сапонівка) este un sat în comuna Iadutî din raionul Borzna, regiunea Cernihiv, Ucraina.

## Demografie
Componența lingvistică a localității Saponivka
     Ucraineană (100%)
Conform recensământului din 2001, toată populația localității Saponivka era vorbitoare de ucraineană (100%).